# 谢尔盖·多连斯基
谢尔盖·列昂尼多维奇·多连斯基（俄语：Сергей Леонидович Доренский，1931年12月3日—2020年2月26日），苏联及俄罗斯钢琴家，音乐教育家。

## 生平
1931年生于莫斯科。1940年至1950年在莫斯科中央音乐学校学习。1950年至1955年在莫斯科音乐学院学习。1955年在波兰华沙举办的世界青年與學生聯歡節上获得钢琴演奏一等奖。1957年在里约热内卢国际钢琴比赛获二等奖。1957年完成研究生课程。同年留校任教。1979年升任教授。1994年至1997年担任钢琴系主任。培养了尼古拉·卢甘斯基、杰尼斯·马祖耶夫、斯坦尼斯拉夫·布宁等众多学生。1988年获人民艺术家称号。2015年11月获授旭日小綬章。2020年2月26日逝世，终年88岁。

## 延伸阅读
- 根纳季·齐平. . 由焦东建、董茉莉翻译. 中央音乐学院出版社. 2004年12月. ISBN 9787810960724.